# Reformationsfenster

Reformationsfenster (2023)

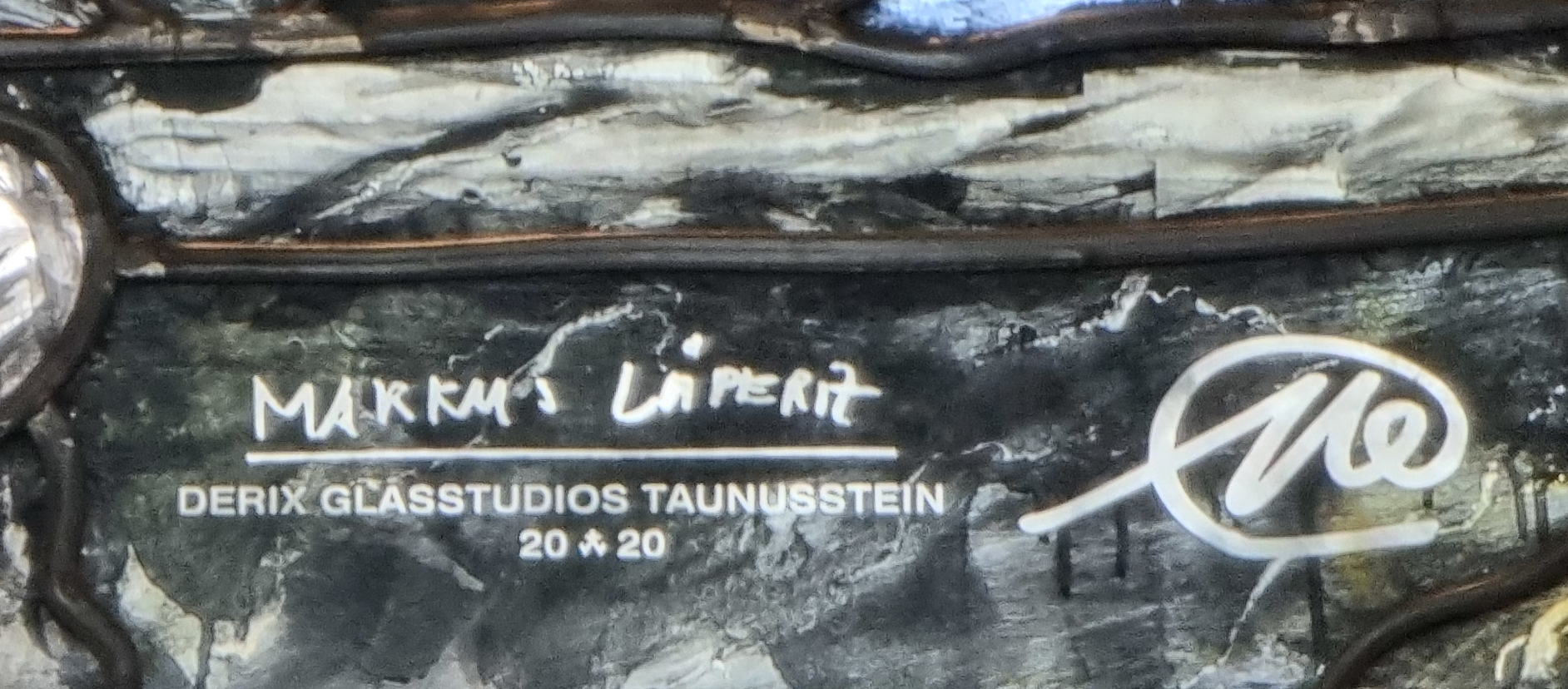
Künstlersignatur von Markus Lüpertz, Entwurfsjahr 2020 und Herstellerangabe der Derix Glasstudios

Das Reformationsfenster, auch Fliegenfenster genannt, ist ein für die Marktkirche in Hannover von dem Künstler Markus Lüpertz gestaltetes Kirchenfenster. 
Im Jahr 2017 beschloss der Kirchenvorstand der Marktkirche, das Angebot einer Schenkung des Reformationsfenster durch den Altbundeskanzler Gerhard Schröder anzunehmen. Nachdem ein Erbe von Dieter Oesterlen, dem Architekten des Kirchenwiederaufbaus, einen  Rechtsstreit um das Urheberrecht angestrengt hatte, wurde 2021 vor dem Oberlandesgericht Celle ein Vergleich erzielt, der den Einbau des 150.000 Euro teuren Buntglasfensters ermöglichte. Im März 2022 verschob der Kirchenvorstand den Einbau des Fensters auf unbestimmte Zeit. Als Grund wurde die Haltung des Altkanzlers zum russischen Überfall auf die Ukraine und seiner unzureichenden Distanzierung vom russischen Präsidenten Putin genannt. Am Reformationstag 2023 wurde das Fenster am 31. Oktober 2023 bei einem feierlichen Gottesdienst eingeweiht.